# Il Grand Canyon di Yellowstone (1901)
Il Grand Canyon di Yellowstone (The Grand Canyon of the Yellowstone) è un dipinto a olio su tela dell'artista anglo-statunitense Thomas Moran, dipinto tra il 1893 e il 1901. Fa parte delle collezioni del museo dello Smithsonian American Art Museum di Washington.

## Storia e descrizione
Nel 1871, Moran fece parte di una spedizione geologica allo Yellowstone, alla quale seguirono delle altre visite negli Stati Uniti occidentali negli anni successivi: queste visite ebbero un effetto duraturo su di lui e lo ispirarono a creare varie rappresentazioni idealizzate di quella parte del paese. Moran creò un primo quadro dal titolo Il Grand Canyon di Yellowstone nel 1872. Egli passò vari giorni a fare degli schizzi per la composizione e si mosse tra vari punti di vista della grande gola. La spedizione ebbe un effetto importante nella decisione che portò alla creazione del parco nazionale di Yellowstone, presa dal Congresso statunitense nel 1872.
Questo dipinto venne realizzato in seguito, e Moran ci lavorò dal 1893 al 1901. L'opera raffigura in maniera maestosa il Grand Canyon di Yellowstone, in particolare il fiume omonimo che scende da una cascata fino alla gola, e il paesaggio solitario e montano, punteggiato da alcuni alberi. A differenza del dipinto originale, non sono presenti delle figure umane che contemplano il paesaggio. Inoltre questa versione è più grande ed è frutto di un lavoro più lungo.
Secondo Audrey Reinhardt, la tela "è impressionante non solo in termini della sua esecuzione magistrale e le dimensioni (14 piedi per 8), ma anche in termini di come abbia codificato le immagini delle meraviglie naturali dell'Ovest degli Stati Uniti nella mente degli statunitensi."